# Ochlerotatus cataphylla
Ochlerotatus cataphylla is een muggensoort uit de familie van de steekmuggen (Culicidae). De wetenschappelijke naam van de soort is voor het eerst geldig gepubliceerd in 1916 door Harrison Gray Dyar. Deze muggen komen in de lente voor in de streek rond Lake Tahoe (Californië).